# Den hängdes hus

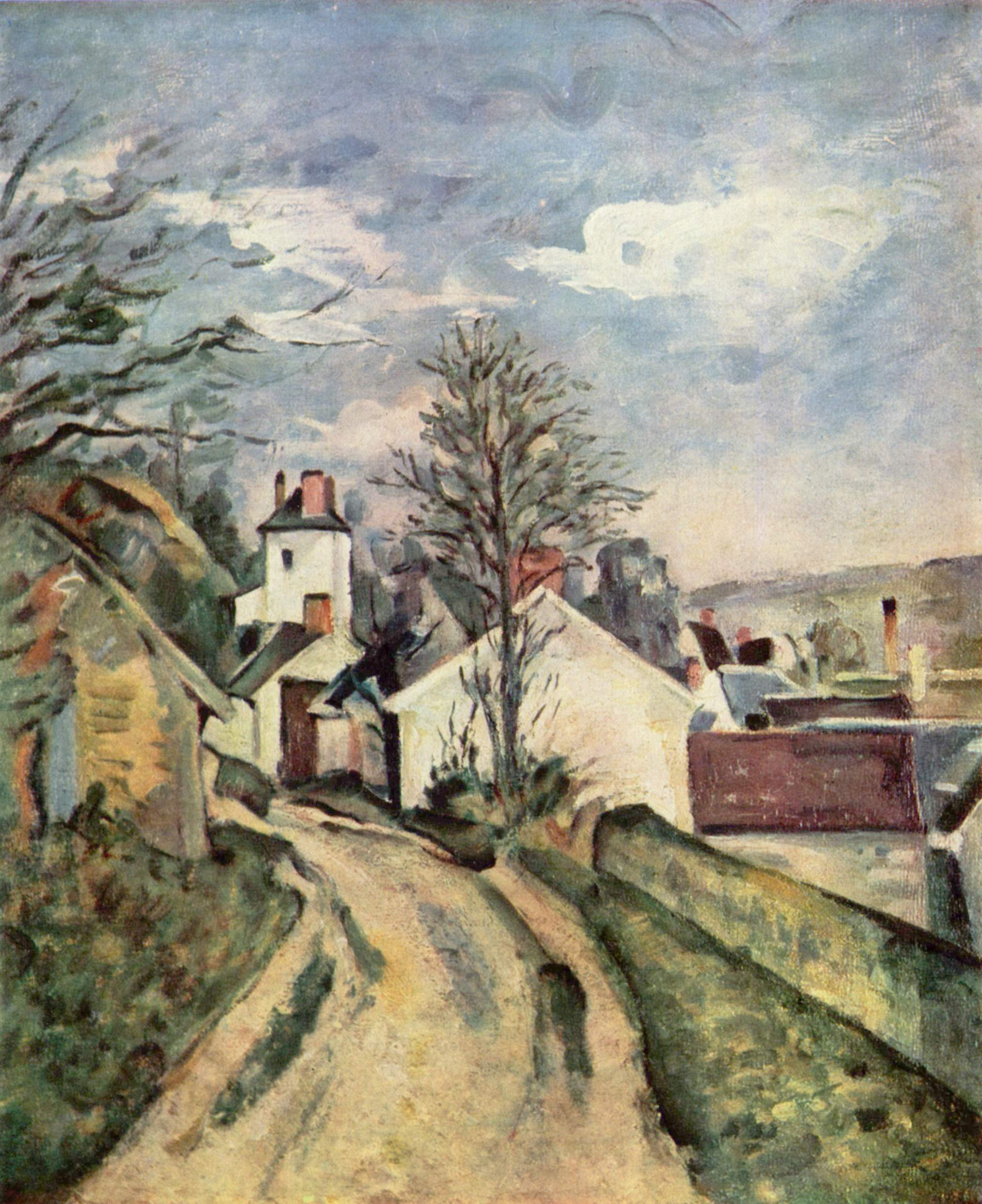
Den samtidigt målade Doktor Gachets hus i Auvers-sur-Oise

Den hängdes hus (franska: La maison du pendu, Auvers-sur-Oise) är en oljemålning av den franske konstnären Paul Cézanne från 1873. Målningen är utställd på Musée d'Orsay i Paris.
Den hängdes hus var en av tre oljemålningar som Cézanne presenterade på impressionisternas första utställning 1874. Han var influerad av vännen Camille Pissarro som han ofta målade tillsammans med i Pontoise och Auvers-sur-Oise. Byn som avbildas i denna målning är Auvers-sur-Oise, liksom den samtidigt målade Doktor Gachets hus i Auvers-sur-Oise. Den hängdes hus var den första målning Cézanne lyckades sälja.